# Emma (segelfartyg)
Emma är ett k-märkt svenskt segelfartyg.
Emma byggdes på Landskrona Nya Warfs AB i Landskrona 1900 för C. O. Johansson i Bäckviken på Ven och gick i svensk fraktfart till 1960 med hemmahamn också i Särdal 1904–1928, Kivik 1928–1942, Mönsterås 1942–1947, Kolboda 1947–1954 och Steninge 1954–1960. Efter ett ägarbyte döptes hon om till Ulla men återfick sitt ursprungliga namn efter en renovering på 1990-talet.
Emma har kvar sin ursprungliga  riggning som galeas med jaktskrov. Hon har en segelarea på 200 kvadratmeter.